# استان اهیمه

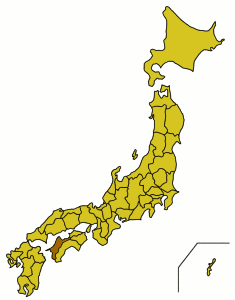
استان اهیمه، ژاپن.

استان اِهیمه (به ژاپنی: 愛媛県) یکی از استان‌های کشور ژاپن است.
این استان در جزیرهٔ شیکوکو واقع شده و مرکز آن شهر ماتسویاما است.
مردم این استان در قدیم بیشتر ماهیگیر و دریانورد بودند و نقش مهمی در مبارزه با دزدان دریایی و مغول‌ها ایفا کردند.
نام اهیمه از کوجیکی، قدیمی‌ترین کتاب در زبان ژاپنی گرفته شده و به معنی «دوشیزهٔ زیبا» است.